# Rossignol (Unternehmen)
Rossignol ist eine französische, um 1907 durch den Tischler Abel Rossignol gegründete Unternehmensgruppe (SA), die heute u. a. Skier, Snowboards und Wintersport-Accessoires herstellt.

## Geschichte
Bis 1950 produzierte Rossignol auch Alltagskleidung.
1970 wurde gemeinsam mit dem italienischen Sportartikelhersteller Nordica eine Tochtergesellschaft in den Vereinigten Staaten gegründet.
2005 schloss sich Rossignol mit Quiksilver Inc. zusammen. Der bisherige Hauptgesellschafter von Rossignol, Laurent Boix-Vives, wurde Aufsichtsratsmitglied bei Quiksilver und Präsident von Roger Cleveland Golf Company, Inc., einer auf Golf spezialisierten Tochter von Rossignol. Durch den Zusammenschluss der beiden Unternehmen mit ihren weltweit bekannten Marken und komplementären Aktivitäten entstand ein großer Anbieter im Bereich Outdoor.
Der Outdoor-Markt umfasst Ausrüstung und Kleidung für Sport- und Freizeitaktivitäten, die unter freiem Himmel betrieben werden. Quiksilver deckte überwiegend die Outdoor-Aktivitäten am Meer ab, wohingegen Rossignol in erster Linie für die Berge stand und die folgenden Marken gehörten mit zur Unternehmensgruppe:
- DC Shoes (bis 2008)
- Dynastar
- Lange
- LOOK
- Quiksilver (bis 2008)
- Rossignol
- Roxy (bis 2008)

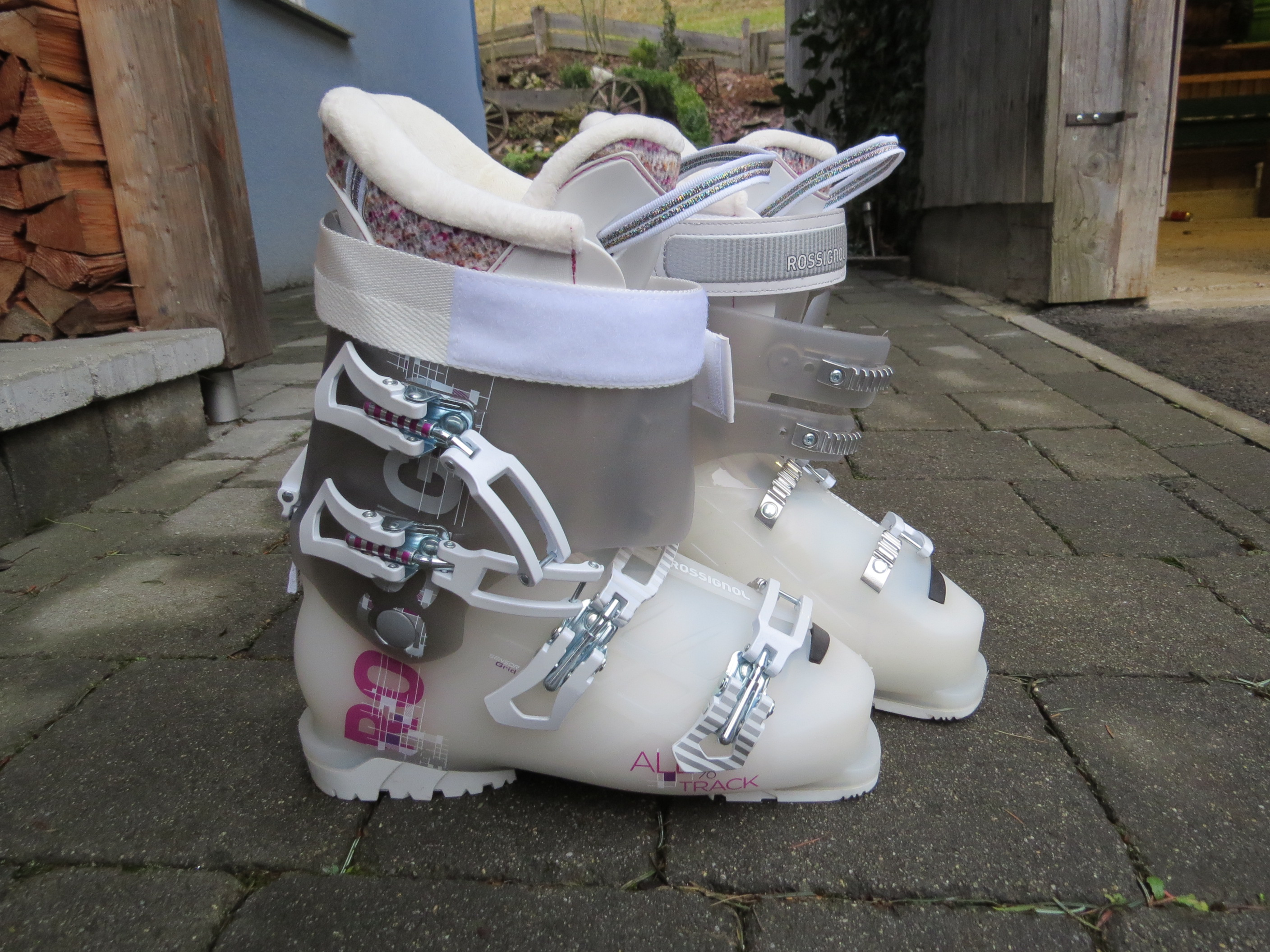
Skischuhe von Rossignol

Rossignol mit der angegliederten Firma Dynastar, Look und Lange wechselte im November 2008 von Quiksilver zur australischen Holding Chartreuse & Mont Blanc, die vom ehemaligen Rossignol-Vorstand Bruno Cercley gegründet wurde.
Rossignol musste 2009 etwa ein Drittel der Stellen streichen und holte 2010 einen Teil der Skifabrikation aus dem Ausland, etwa der Volksrepublik China, nach Frankreich zurück. 2013 wurde Rossignol mit damals etwa 1200 Mitarbeitern von der schwedischen Beteiligungsgesellschaft Altor übernommen.
2017 übernahm Rossignol den Fahrradhersteller Felt Bicycles, welcher im November 2021 an Pierer Mobility verkauft wurde.
Rossignol schloss im Oktober 2020 eine Partnerschaft mit dem französischen Radsportverband. Alle Mountainbike-Strecken, die vom Verband zertifiziert sind, sind mit der Technologie der R-Bikes-App ausgestattet, die von Rossignol entwickelt wurde. Insgesamt sind 195 Standorte in ganz Frankreich mit dieser Technologie ausgerüstet.
Im Jahr 2022 erzielte die Rossignol Group einen Umsatz von 401 Millionen Euro.